# Editis
Editis est un groupe d'édition français formé en 2004, constitué d'une partie de l'ancien Vivendi Universal Publishing, partagé lors de la vente de celui-ci par Vivendi Universal à Lagardère. Depuis 2023, il est une filiale du Groupe CMI, dont le principal actionnaire est le milliardaire tchèque Daniel Křetínský.
Editis est considéré comme le deuxième plus important groupe d'édition français juste derrière Hachette.
Il compte 55 maisons d'édition, dont les éditions Robert Laffont, Bordas, Nathan, Perrin, Plon, Pocket, Belfond, Julliard et La Découverte.

## Histoire

### Havas SA
L'histoire du groupe éditorial et de diffusion Editis remonte à la formation du groupe Havas, privatisé en 1987 sous le nom d'Havas SA, qui se réorganise en une décennie en six pôles d'activités : audiovisuel (dont Canal+), conseil en communication, information et édition, médias de proximité, voyages et loisirs, multimédia. En 1997, Havas SA absorbe CEP Communication qui possède le groupe de la Cité (Larousse, Nathan, Bordas, Dalloz, Dunod, CLE International, Retz, Hemma, Plon-Perrin, Presses de la Cité, Solar, Belfond, Pocket, 10/18, Fleuve éditions, Robert Laffont, Julliard, Seghers…) ainsi que de nombreux périodiques, et participe ou organise des salons et activités multimédia. La puissance du groupe est telle qu'elle dépasse un temps Hachette.

### Vivendi
En 1998, Havas SA devient une filiale à 100 % de Vivendi. Les acquisitions se multiplient : le groupe Quotidien santé, Doyma (Espagne)[réf. nécessaire], Anaya (Espagne), le groupe OVP Vidal, Cendant Software (en) (États-Unis), le groupe L’Étudiant, Barbour Index (GB), Aique (Argentine), le groupe MediMedia (en), Atica et Scipione (Brésil), ainsi que plusieurs sociétés américaines dans la santé. En 2000, la création de Vivendi Universal entraîne le changement de nom d'Havas qui devient Vivendi Universal Publishing (VUP), entité dans laquelle est présente également l'activité jeux vidéo (Vivendi Universal Games).

### Lagardère SCA
Le 20 décembre 2002, Vivendi procède à la cession de ses activités d'édition : la filiale Vivendi Universal Publishing (sauf le pôle Vivendi Universal Games) passe donc sous le contrôle de Lagardère SCA, sous réserve de l'approbation de la Commission européenne. Le 7 janvier 2004, la Commission européenne autorise la conservation par Lagardère d'une partie seulement des actifs éditoriaux de l'ex-VUP. Lagardère conserve les éditions Larousse, Dalloz, Dunod, Armand Colin, Sedes, Nathan-Université, le groupe Anaya et le centre de distribution d’Ivry (rue Rigaud). Les 60 % restant des actifs éditoriaux sont remis sur le marché ; le groupe, qui prend alors le nom d’Editis, se recentre sur l’édition francophone.

### Wendel Investissement
Le 30 septembre 2004, Wendel Investissement fait l'acquisition de 100 % d'Editis. Le 28 avril 2005, Editis rachète Le Cherche midi, opération confirmée le 1er juin. Le 2 décembre 2005, Editis rachète les éditions First, puis, le 31 décembre 2006, les Éditions XO, le 19 mars et le 14 juin 2007, le Groupe De Boeck et les Éditions Gründ. Enfin, le 10 septembre, Editis fait l'acquisition de Paraschool, société spécialisée dans la formation professionnelle et le soutien scolaire en ligne.

### Planeta
En avril 2008, la holding éditoriale espagnole Grupo Planeta rachète à Wendel le groupe Editis. Cependant, en septembre 2010, la Cour européenne de justice invalide la décision du 7 janvier 2004 par laquelle la Commission européenne validait le rachat de 60 % des actifs de VUP par Wendel Investissement. Conséquemment, en avril 2011, Editis choisit de céder les Éditions De Boeck à Ergon Capital[réf. souhaitée]. En juillet 2013, Editis acquiert les éditions Tana, puis en janvier 2014, les éditions Sonatine.
En mars 2015, Editis annonce son souhait de racheter au groupe La Martinière son pôle de distribution composé de Volumen et Loglibris. Cette acquisition est validée par les autorités françaises de la concurrence.

### Vivendi-Bolloré
En juillet 2018, le groupe Vivendi, dont Bolloré SE est un actionnaire majeur, annonce l'acquisition de Editis auprès de Grupo Planeta, alors en difficulté sur ce secteur géographique, pour 900 millions d'euros. En janvier 2019, l'Autorité de la concurrence ayant autorisé ce rachat, Vivendi finalise l'opération en acquérant la totalité du capital de Editis.
Fin août 2019, Editis signe un accord avec les éditions Jungle afin de renforcer sa position dans la bande dessinée et le roman graphique, deux secteurs absents de l'entreprise ; ce partenariat se traduit par une prise de participation de 30 % d’Editis dans le capital de Jungle.
En mars 2022, Editis annonce le lancement de Black River, une entité entièrement consacrée aux comics, principalement par le biais de traduction de bandes dessinées américaines. Il s'agit de la 52e maison d'édition appartenant au groupe Editis.
Échouant dans son objectif de rapprocher Editis et Hachette en raison de l'intransigeance du régulateur européen de la concurrence, Vivendi envisage finalement en juillet 2022 de céder Editis. Xavier Niel, Daniel Křetínský, Reworld Media et Mondadori se portent candidats au rachat.
En mars 2023, Vivendi entre en négociations exclusives avec le groupe IMI (International Media Invest), filiale de CMI, pour la cession de 100 % du capital d’Editis. En octobre 2023, l'Union européenne donne son feu vert à l'acquisition d'Éditis par Daniel Krétensky (CMI).
En janvier 2024, à la suite d'un regroupement de ses activités, Editis annonce le départ de Lisa Boëll qui était à la tête des éditions Plon depuis septembre 2021,.

#### Polémique
En septembre 2022, Editis suspend la sortie de l'ouvrage de Guillaume Meurice et Nathalie Gendrot, Le Fin Mot de l'histoire de France en 200 expressions, considérant que certains passages, notamment l'un consacré à Vincent Bolloré (premier actionnaire de Vivendi), pourraient donner lieu à contentieux. La directrice de la communication du groupe explique que Guillaume Meurice aurait été prévenu « que le livre ne pouvait pas sortir avec ces textes ». Meurice explique au contraire qu'il avait refusé tout caviardage et avait finalement obtenu l'assurance que le livre sortirait tel quel. L'ouvrage est finalement publié par Flammarion.

### Achat par Czech Media Invest
En mars 2023, Daniel Křetínský est en négociations exclusives avec le groupe Vivendi de Vincent Bolloré pour racheter le groupe Editis, illustrant sa volonté de s'implanter plus encore dans les médias. La cession d'Editis au groupe IMI, filiale de Czech Media Invest – société fondée par Daniel Křetínský –, est officialisée le 16 juin 2023.
En novembre 2023, Catherine Lucet, ancienne directrice du pôle éducation d'Editis, est nommée directrice générale.
La rentrée 2024 est marquée par une série de drames : la mort le 8 septembre d'Amélie Courty-Cayzac, directrice des ressources humaines du groupe, et le 16 septembre, de Sophie Charnavel, directrice de Robert Laffont.

## Sociétés du groupe

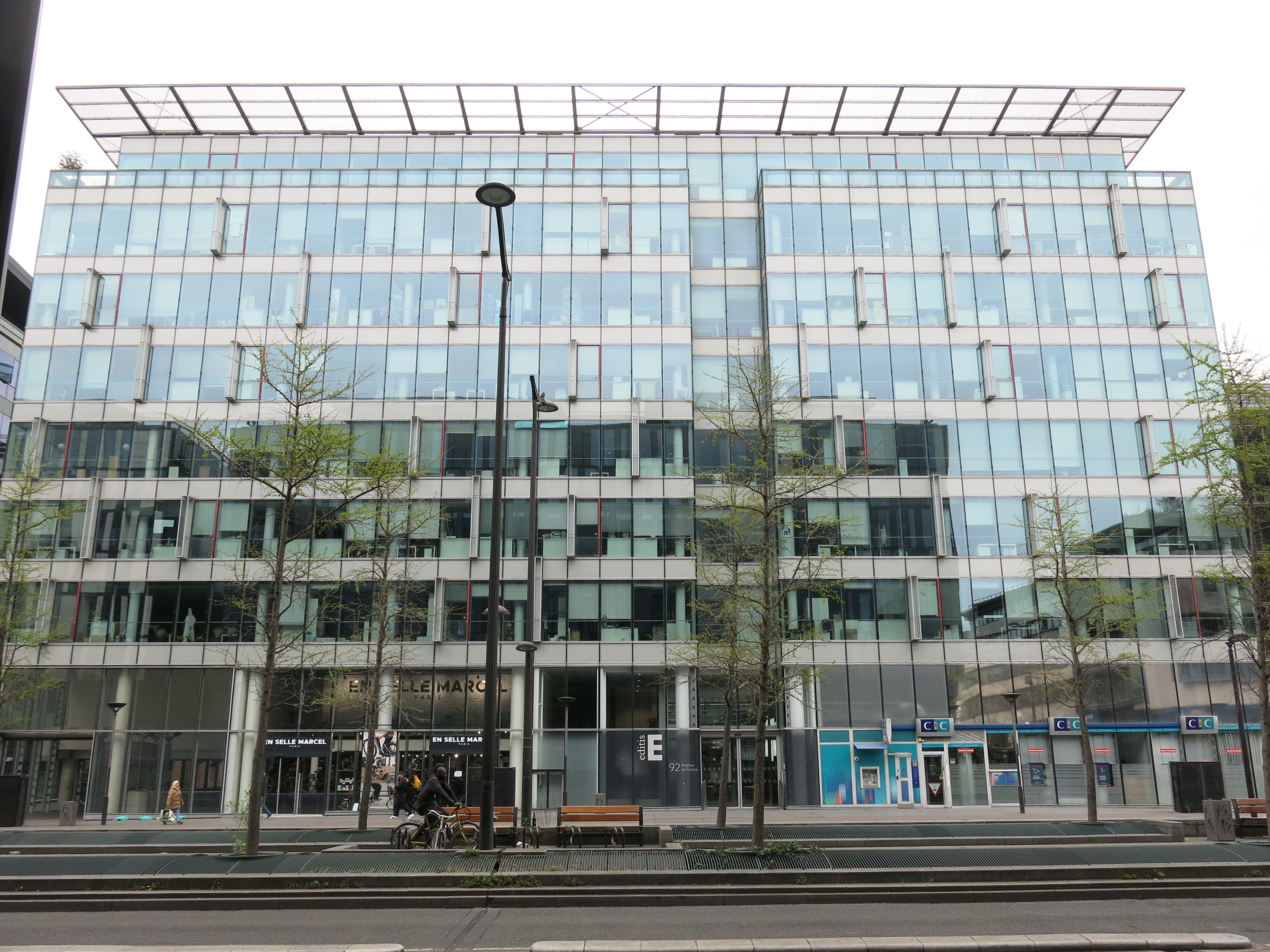
Siège social, 92 avenue de France à Paris

En 2022, le groupe Editis compte plus de 50 marques d'édition, dans trois pôles principaux : littérature, éducation et ouvrages de référence. Le groupe Editis est signataire de la Charte de l’édition en format accessible de l’Accessible Books Consortium.

### Littérature
Le pôle littérature est composé de plusieurs groupes dont Edi8, Place des éditeurs, Groupe Robert Laffont et Univers Poche.
- Edi8 :
  - First et First Interactive, dont la collection Pour les nuls[29]
  - Gründ
  - Les livres du Dragon d'or : livres jeunesse
  - Tana : cuisine, loisirs créatifs, voyage, écologie
  - 404 éditions
  - Les Escales et Les Escales domaine français
  - Lonely Planet France
  - Hemma
  - Hors Collection
  - Langue au chat
  - Éditions Solar
  - Philéas
  - Poulpe fictions : livres jeunesse (7-12 ans)
  - Slalom, livres jeunesse Le label s'adressait aux 8-12 ans[30], mais depuis 2020, les romans s'adressent aux lecteurs de 12 à 18 ans.
- Place des éditeurs : littérature étrangère, romans français, documents, biographies, essais, albums, témoignages, science-fiction, fantasy, policiers, anthologies.
  - Plon et Presses de la Renaissance
  - Éditions Perrin
  - Éditions Belfond
  - Éditions Omnibus
  - Hors Collection
  - Presses de la Cité
- Groupe Robert Laffont :
  - Éditions Robert Laffont
  - Éditions Julliard
  - NiL Éditions
  - Éditions Seghers
  - Éditions Séguier[31]
- Univers Poche :
  - 10/18
  - Fleuve éditions
  - Kurokawa
  - Pocket et Pocket Jeunesse
  - 12-21, l'éditeur numérique
- Groupe Delcourt[32] :
  - Éditions Delcourt
  - Éditions Soleil
- Autres maisons d'édition :
  - Éditions Bouquins
  - Le Cherche midi
  - La Découverte
  - Sonatine Éditions (participation)
  - XO éditions (Oh ! Éditions)
  - Éditions Héloïse d'Ormesson
  - Éditions Télémaque (depuis 2019)[33]

### Éducation
- Éditions Bordas
- CLE International
- Nathan
- Éditions MDI
- Éditions Retz
- Daesign

### Ouvrages de référence
- Dictionnaires Le Robert